# Peter Ennes
Peter Ennes, född 8 februari 1714 i Gävle församling, 30 januari 1797 i Gävle församling, var en svensk borgmästare, riksdagsledamot och politiker.

## Biografi
Peter Ennes föddes 1714 i Gävle församling. Han var son till handelsmannen Fredrik Ennes och Barbro Folcker. Ennes blev student vid Uppsala universitet och arbetade från 1748 som borgmästare i Gävle. Han var riksdagsman för borgarståndet vid riksdagen 1751–1752 och fick lagmans titel 1790. Ennes slutade som borgmästare 1792 och avled 1797 i Gävle församling.

### Familj
Ennes gifte sig 1750 med Maria Eleonora Wulff.